# Оленярство
Оленя́рство — галузь тваринництва, що займається розведенням і використанням північних о́ленів, і є традиційною для низки народів півночі Євразії.

## Історія і розповсюдження оленярства
Достеменно невідомо, де і ким вперше були одомашнені північні олені. Відомими є час і місце розповсюдження практики їх розведення — у першому тисячолітті до н. е. з Сибіру через північ європейської частини Росії до Скандинавії.
|  | У традиціях оленярства в європейській та азійській, включно з чукотсько-камчатською, тундрах головним елементом народних знань, раціонального народного досвіду було знання як природних умов випасів і перекочовок, так і природи самих оленів. |

У наш час оленярством займаються численні народи півночі Євразії, для яких воно є традиційним заняттям, зокрема:
- ненці — найвідоміші оленярі планети, з середини XVIII століття оленярство стає для ненців основою господарства;
- евенки та евени — для деяких груп перших, і для других, оленярство є основною галуззю господарства;
- чукчі та коряки — на час приходу росіян у XVII столітті у суспільствах обох народів уже були виокремлені дві основні господарські групи — прибережних рибалок і морських мисливців та кочових оленярів внутрішніх материкових районів;
- долгани — практикували домашнє оленярство. Час формування етносу припадає на кін. XVIII — поч. XIX ст.ст. з окремих родів різних народів, в тому числі і ненців та евенків, від яких власне, і було перейняте оленярство.
- юкагіри та кети — оленярство поширилось у деяких груп обох народів у XVII—XVIII століттях, виключно для транспортних потреб;
- ороки — єдина тунгусо-маньчжурська народність, яка практикувала оленярство (транспортний напрямок), запозичене в евенків не раніше XVIII століття;
- обські угри мансі та ханти — оленярство поширилося в XIII—XIV століттях від ненців;
- деякі групи комі (комі-іжемці) — за посередництва ненців;
- саами, як кольські (російські), так і скандинавські — також одні з найвідоміших оленярів у світі. Оленярство сприйняли від ненців, імовірно, в XVII столітті, і дуже швидко воно стало основною справою саамів.

## Технологія оленярства і його сучасний стан
Найчастіше олені випасаються відгонним способом вільно. І влітку, і взимку олені живуть з підніжних кормів — переважно оленячий мох (ягель). У зимовий період люди (оленярі), зазвичай, наглядають за стадами, стежачи за їх міграціями (у випадку з ненцями, чукчами і коряками — вирушаючи за ними). Улітку, тобто в теплу пору року, в деяких народів (саами) був поширений безпосередній випас оленів, тобто прив'язування їх до певної території (ке́гори — ягельні угіддя). У певний час усі тварини зганяються для маркування молодняку та забою окремих особин (у сучасних умовах це робиться за допомогою гелікоптерів та снігоходів). Північні олені забиваються, як правило, посеред стада, адже решту о́ленів це не лякає.

Лише у саамів, ненців та палеоазійців оленярство становило основу традиційного господарства, тобто оленів тримали для забою і споживання оленини (оленячого м'яса). Водночас доїння і споживання оленячого молока було поширене не повсюдно (наприклад, зрідка практикувалося в саамів). У решти народів Євразії оленярство мало транспортне значення, часто мало підсобний характер.
У радянський час були створені й діяли національні оленярські колгоспи. У наш час у Норвегії, Швеції та Фінляндії традиційне саамське оленярство підтримується державними дотаціями.

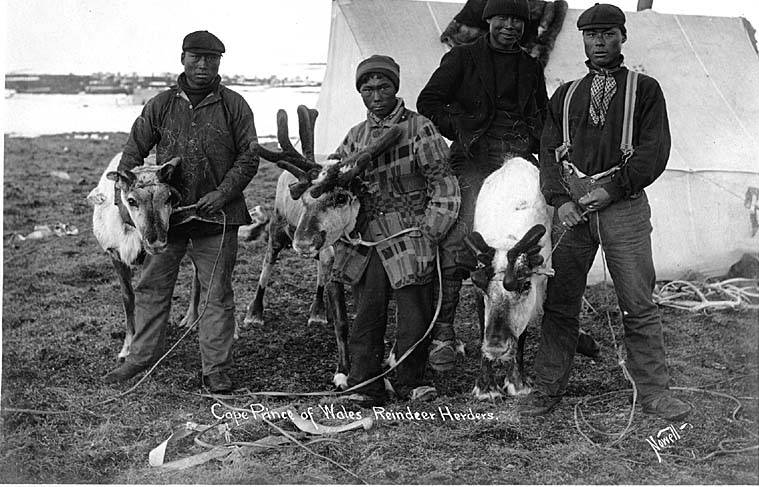
Пастухи оленів Аляски, Мис Принца Уельського, бл. 1905 рік
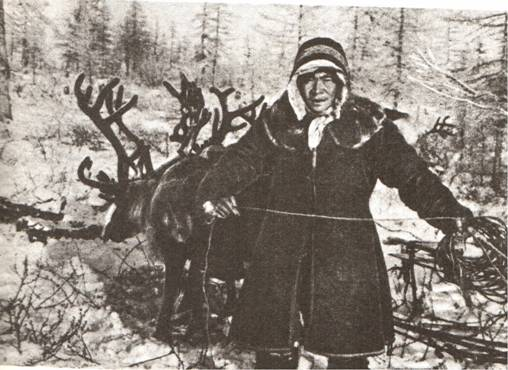
Долган-оленяр, Таймир, Росія, початок XX століття
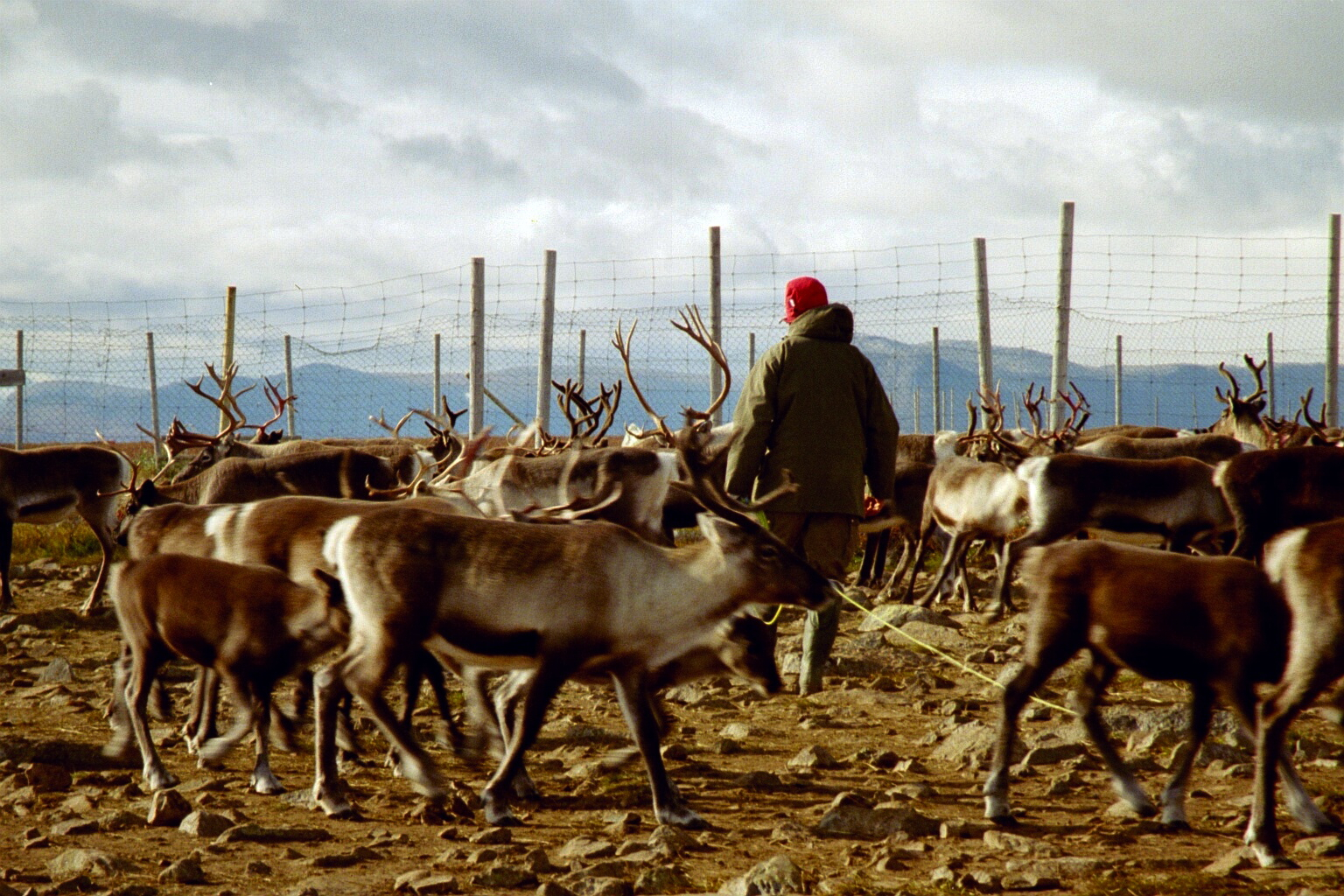
Саам-оленяр зі своїми оленями, Швеція, 2005 рік

Через виняткову витривалість північних оленів до занизьких температур, у XX столітті свійські олені були завезені до Гренландії, Канади і на Аляску, де корінні народи в минулому лише полювали на оленів, не приручаючи їх.
Останнім часом оленярські господарства вибірково з'являються в деяких «нетрадиційних» для цієї галузі тваринництва районах Європи, зокрема в північних регіонах Німеччини і Польщі, що пов'язане з попитом — такі господарства здійснюють продаж дорослих особин оленів держлісгоспам (для подальшого відтворення природної популяції виду), у громадські і приватні зоологічні сади і парки, в приватні садиби тощо; спостерігається також зростання популярності оленятини. Культивуються нові породи свійських оленів (напр. «Даніель»).

## Виноски
1. ↑  Без часов время, без измерений расстояния // Итс Рудольф. Этнографические этюды о традиционных народных верованиях., М.: Издательство политический литературы, 1990, стор. 301 (рос.)